# Nagyponor község
Nagyponor község (románul: Comuna Ponor) község Fehér megyében, Romániában. Központja Nagyponor, beosztott falvai După Deal, Kisgyógypatak, Măcărești, Vale în Jos, Valea Bucurului.

## Népessége
A 2011-es népszámlálás adatai alapján a község népessége 540 fő volt.